# Janez Eudes
Sveti Janez Eudes (francosko Jean Eudes) je rimskokatoliški svetnik iz 17. stoletja. Velja za preroditelja verskega življenja v Franciji, * 14. november 1601, Ri, Francija, † 19. avgust 1680, Caen, Francija.
Janez si je izbral duhovniški poklic, čeprav so bile želje staršev drugačne. Leta 1625 je daroval novo mašo. Velja za učitelja liturgičnega čaščenja Srca Jezusovega, zavzemal pa se je tudi za čaščenje Brezmadežnega Marijinega Srca. 
Imel je več kot sto ljudskih misijonov, s katerimi je poživil vero v številnih župnijah. Ustanovil je tudi Kongregacijo Jezusa in Marije (družba svetnih duhovnikov, imenovanih tudi eudisti) in Kongregacijo Dobrega Pastirja (ženska redovna družba). Ostro je nastopal proti janzenizmu, s čimer si je nakopal tudi nekaj sovražnikov.
Goduje 19. avgusta po katoliškem koledarju.